# Euphorbia pfeilii
Euphorbia pfeilii är en törelväxtart som beskrevs av Ferdinand Albin Pax. Euphorbia pfeilii ingår i släktet törlar, och familjen törelväxter. Inga underarter finns listade i Catalogue of Life.